# Arts et Métiers (métro de Paris)
Pour les articles homonymes, voir Arts et métiers.
Arts et Métiers est une station des lignes 3 et 11 du métro de Paris, située dans le 3e arrondissement de Paris.

## Situation
La station est implantée à l'intersection des rues Beaubourg, Réaumur et de Turbigo, au sein du quartier des Arts-et-Métiers, les quais étant établis :
- sur la ligne 3, en courbe sous l'angle formé par ces deux dernières rues et orientée est-ouest ;
- sur la ligne 11, plus à l'est selon l'axe approximativement orienté est-ouest de la rue Réaumur.

Le point d'arrêt de la ligne 3 s'intercale entre les stations Réaumur - Sébastopol et Temple, tandis que celui de la ligne 11 est encadré par les stations Rambuteau et République.
Un raccordement de service à voie unique s'embranche en pointe sur la voie de la ligne 11 en direction de Rosny-Bois-Perrier, en amont de la station, puis passe au-dessus du coude de cette ligne à l'ouest de la station et sous l'extrémité occidentale des quais de la ligne 3, avant de se raccorder en talon à la voie de cette dernière ligne pour Pont de Levallois - Bécon, en aval de la station.

## Histoire
La station est ouverte le 19 octobre 1904 avec la mise en service du premier tronçon de la ligne 3, entre les terminus provisoires d'Avenue de Villiers (aujourd'hui Villiers) et de Père Lachaise.
Elle doit sa dénomination à sa proximité avec le Conservatoire national des arts et métiers, destiné à l'origine à former des techniciens et des ingénieurs à l’aide de démonstrations réalisées à partir d’objets scientifiques et techniques, et abritant aujourd'hui le musée des Arts et Métiers.
Le 28 avril 1935, la station de la ligne 11 est ouverte à son tour avec l'inauguration de son premier tronçon entre Châtelet et Porte des Lilas. Il était prévu dans les plans initiaux qu'elle se situe plus à l'est sous l'étroite rue du Temple (excluant la correspondance avec la ligne 3) afin de couper au plus court pour relier les stations République et Hôtel de Ville, avant que ne soit retenu le tracé final de la ligne établi plus à l'ouest, empruntant les rues du Renard, Beaubourg et Réaumur, plus larges.
Dans les années 1960, les quais de la ligne 3 font l'objet d'une première modernisation par la mise en place d'un carrossage métallique sur les piédroits, doté de montants horizontaux de couleur vert d'eau ainsi que de cadres publicitaires dorés, éclairés par le haut. Ce modèle d'aménagement, alors largement déployé sur le réseau en tant que moyen de rénover les stations rapidement et à moindre coût, est cependant retiré après 1988 au profit d'une décoration de style « Ouï-dire », de couleur verte avec le remplacement des carreaux blancs biseauté d'origine par du carrelage blanc plat, lequel est également appliqué aux piédroits des couloirs de la station en parallèle.
En octobre 1994, la station de la ligne 11 reçoit un aménagement culturel spécifique afin de célébrer le bicentenaire du Conservatoire, ce qui entraîne la disparition des faïences biseautées d'origine dans le style d'entre-deux-guerres de l'ex-CMP sur les piédroits, décoration caractérisée par des cadres publicitaires de couleur miel à motifs végétaux et le nom de la station incorporé dans la céramique.
En 1999, une rame MP 73 déraille au sein de la station de la ligne 11, sans faire de victime.
Dans le cadre du programme « Un métro + beau » de la RATP, les couloirs de la station sont rénovés une seconde fois du 12 septembre 2019 au 31 juillet 2022, renouant avec les carreaux blancs biseautés classiques, tandis que les quais de la ligne 11 sont rehaussés et carrelés du 3 mai au 14 juin 2021 dans le cadre de son prolongement jusqu'à Rosny-Bois-Perrier, nécessitant leur fermeture au public durant toute l'opération, afin de permettre l'arrivée du nouveau matériel MP 14.

## Services aux voyageurs

### Accès
La station dispose de cinq accès, tous constitués d'escaliers fixes ornés de balustrades en fer forgé de type Dervaux et, pour quatre d'entre eux, d'un candélabre dans ce même style des années 1930 :
- l'accès 1 « Rue Conté, rue de Turbigo - coté numéros impairs » débouchant au droit du no 57 de la rue de Turbigo ;
- l'accès 2 « Rue Réaumur, rue de Turbigo - côté numéros pairs » se trouvant face au no 42 de la rue Réaumur ;
- l'accès 3 « Rue des Vertus », permettant uniquement la sortie depuis les quais de la ligne 11, se trouvant au droit du no 22 de la rue Réaumur ;
- l'accès 4 « Rue Réaumur » débouchant face au no 31 de la rue de Turbigo et au no 51 de la rue Réaumur ;
- l'accès 5 « Rue de Turbigo, rue Beaubourg » se situant au droit du no 107 de la rue de Turbigo et du no 48 de la rue Réaumur.

Accès à la station
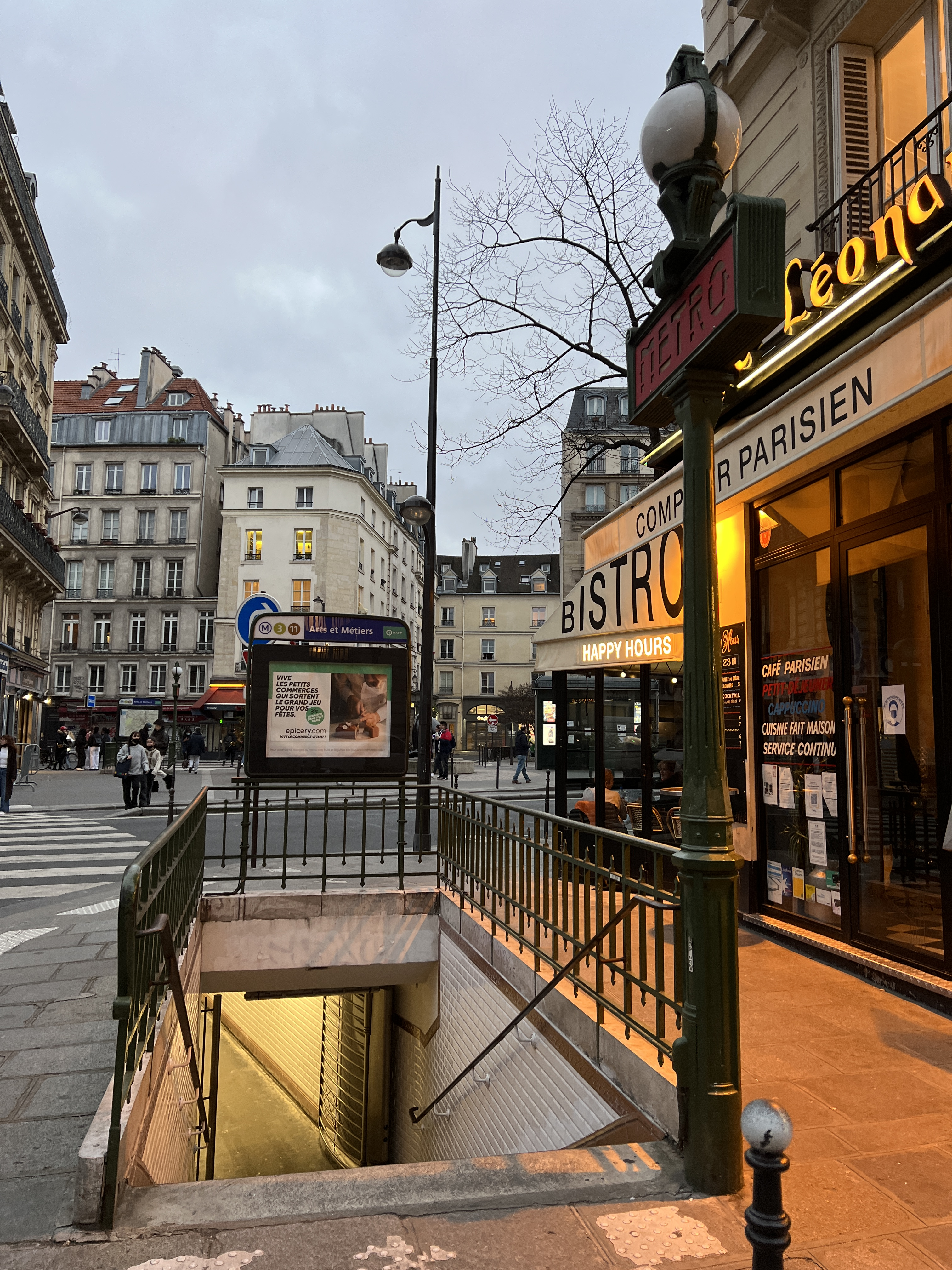
L'accès no 1, « Rue Conté ».
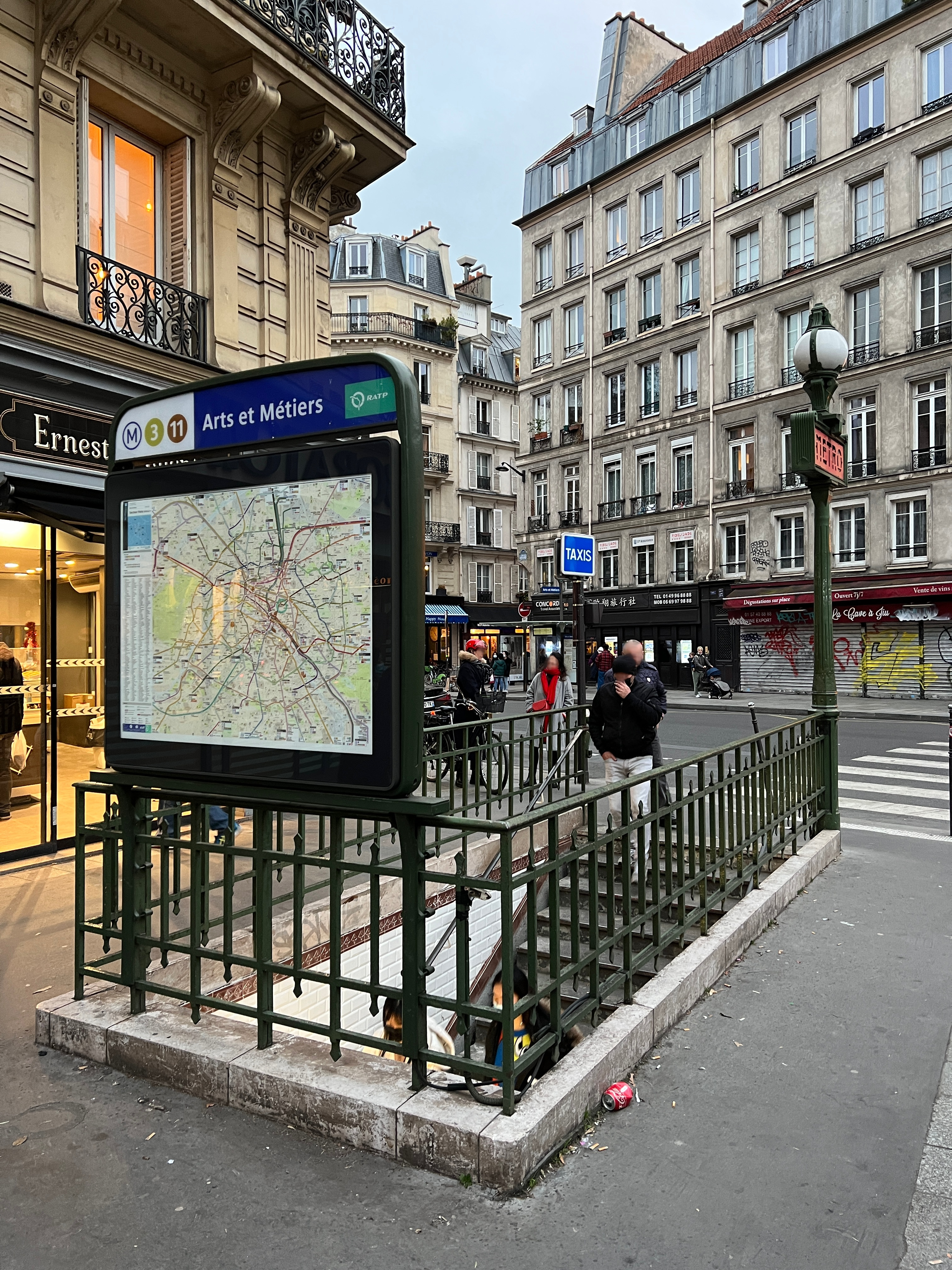
L'accès no 2, « Rue Réaumur ».
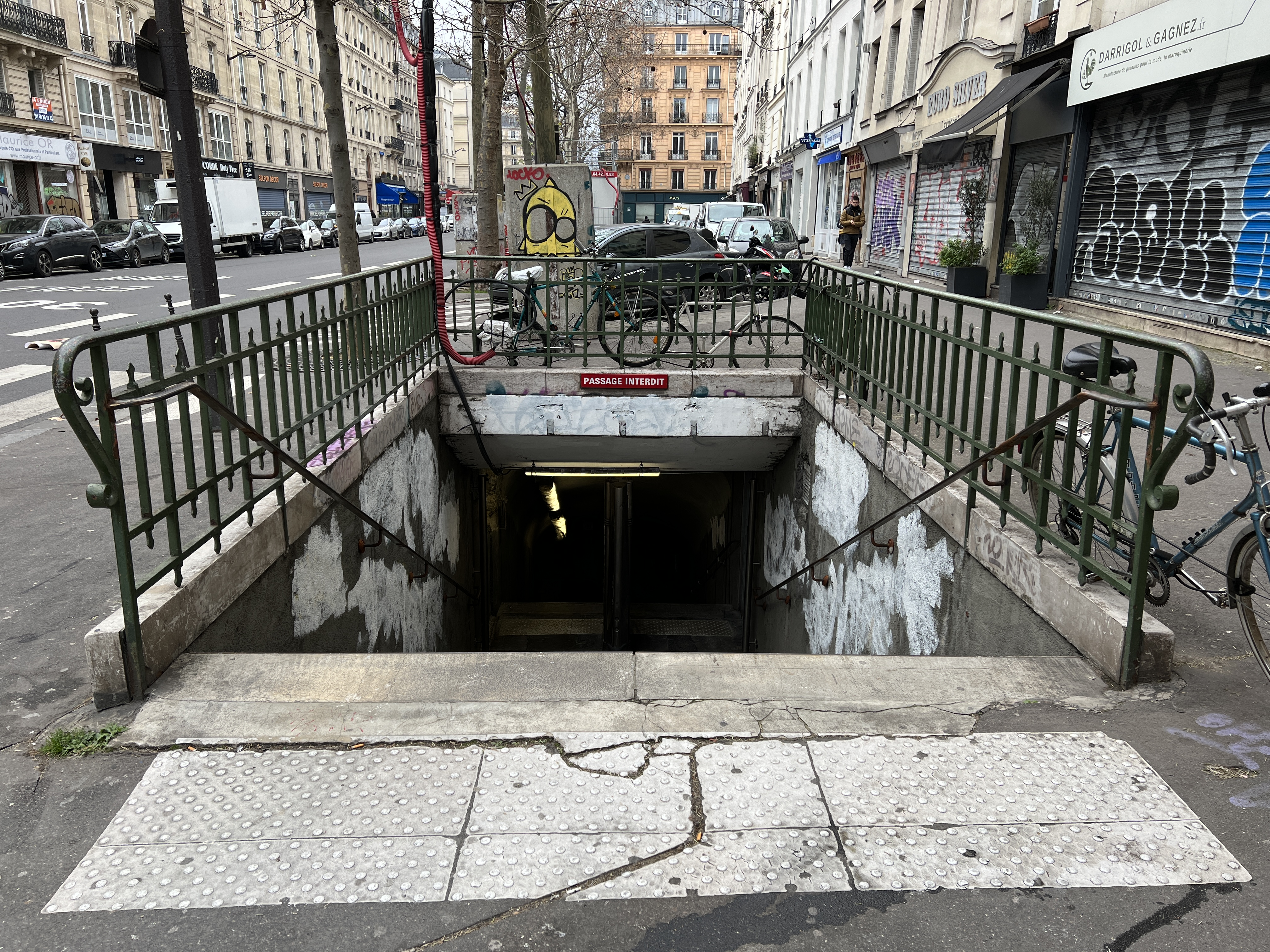
La sortie no 3, « Rue des Vertus ».
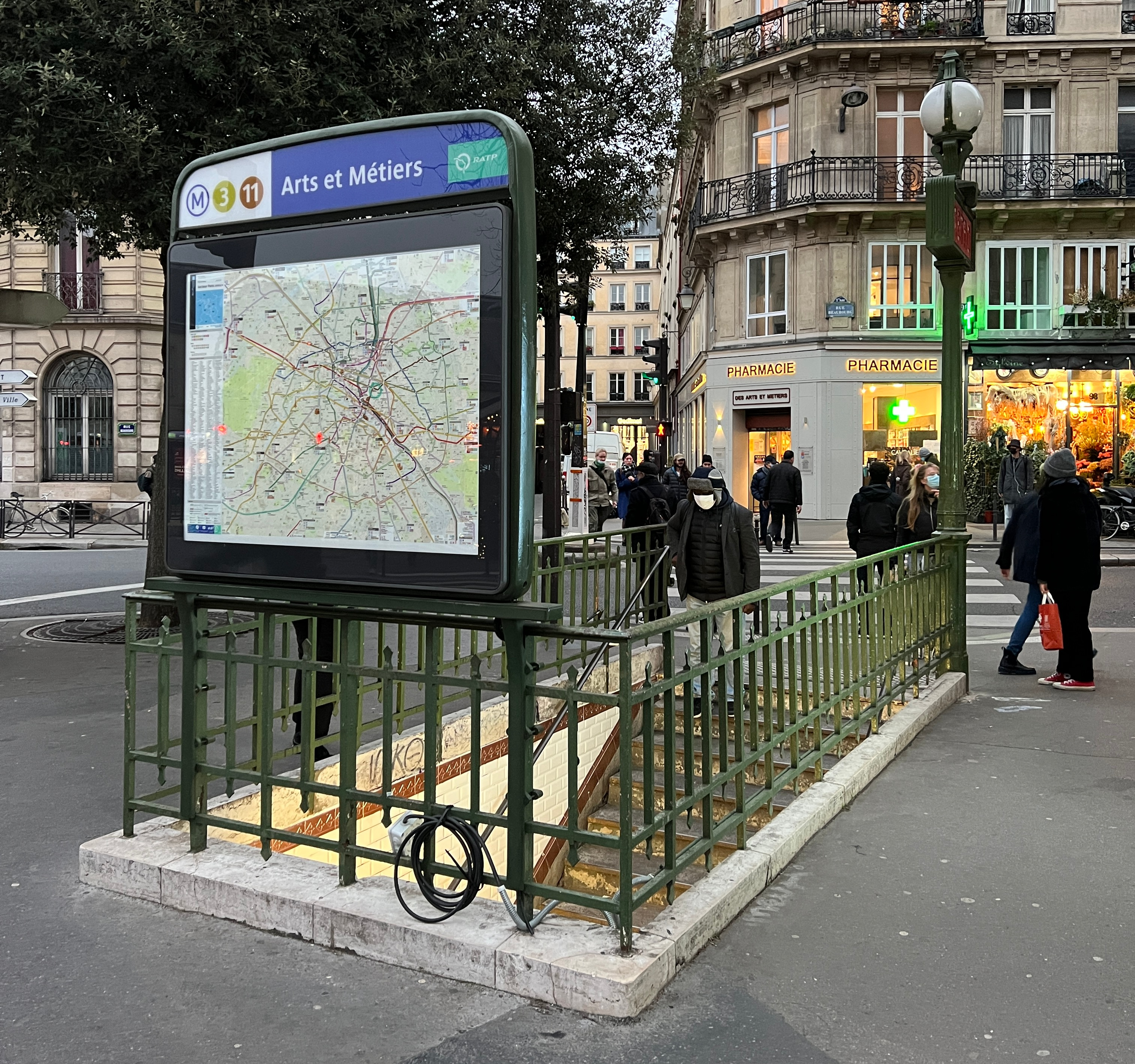
L'accès no 4, « Rue Beaubourg ».
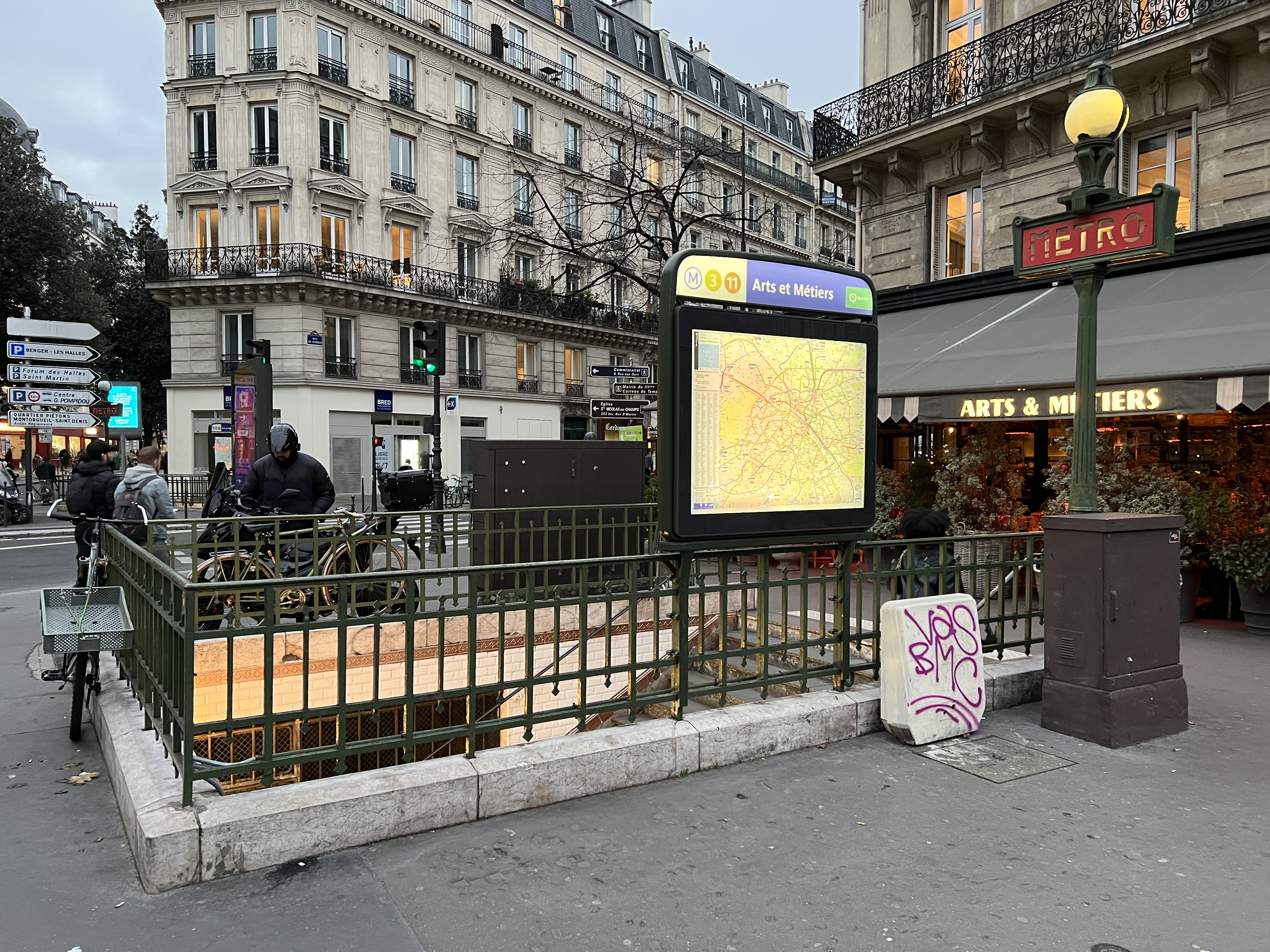
L'accès no 5, « Rue de Turbigo ».

### Quais
Les quais des deux lignes, d'une longueur conventionnelle de 75 mètres, sont de configuration standard pour le métro de Paris : au nombre de deux par point d'arrêt, ils sont séparés par les voies du métro situées au centre et la voûte est elliptique.
La station de la ligne 3 est établie en courbe et sa décoration est de style « Ouï-dire » : les bandeaux d'éclairage, ici de couleur vert foncé, sont supportés par des consoles courbes en forme de faux. L'éclairage direct est blanc tandis que l'éclairage indirect, projeté sur la voûte, est multicolore. Les carreaux en céramique blancs sont plats et recouvrent les piédroits, la voûte (en diagonale, particularité que l'on retrouve à la station Nation sur la ligne 1, et qui a également existé à la station Barbès - Rochechouart de la ligne 4 jusqu'en 2017) ainsi que les tympans, tandis que les débouchés des couloirs sont traités en carrelage blanc biseauté classique. Les cadres publicitaires sont verts et cylindriques et le nom de la station est inscrit en police de caractères Parisine sur des plaques émaillées. Les quais disposent de sièges de style « Motte » et de banquettes « assis-debout » verts.

Quais de la ligne 3
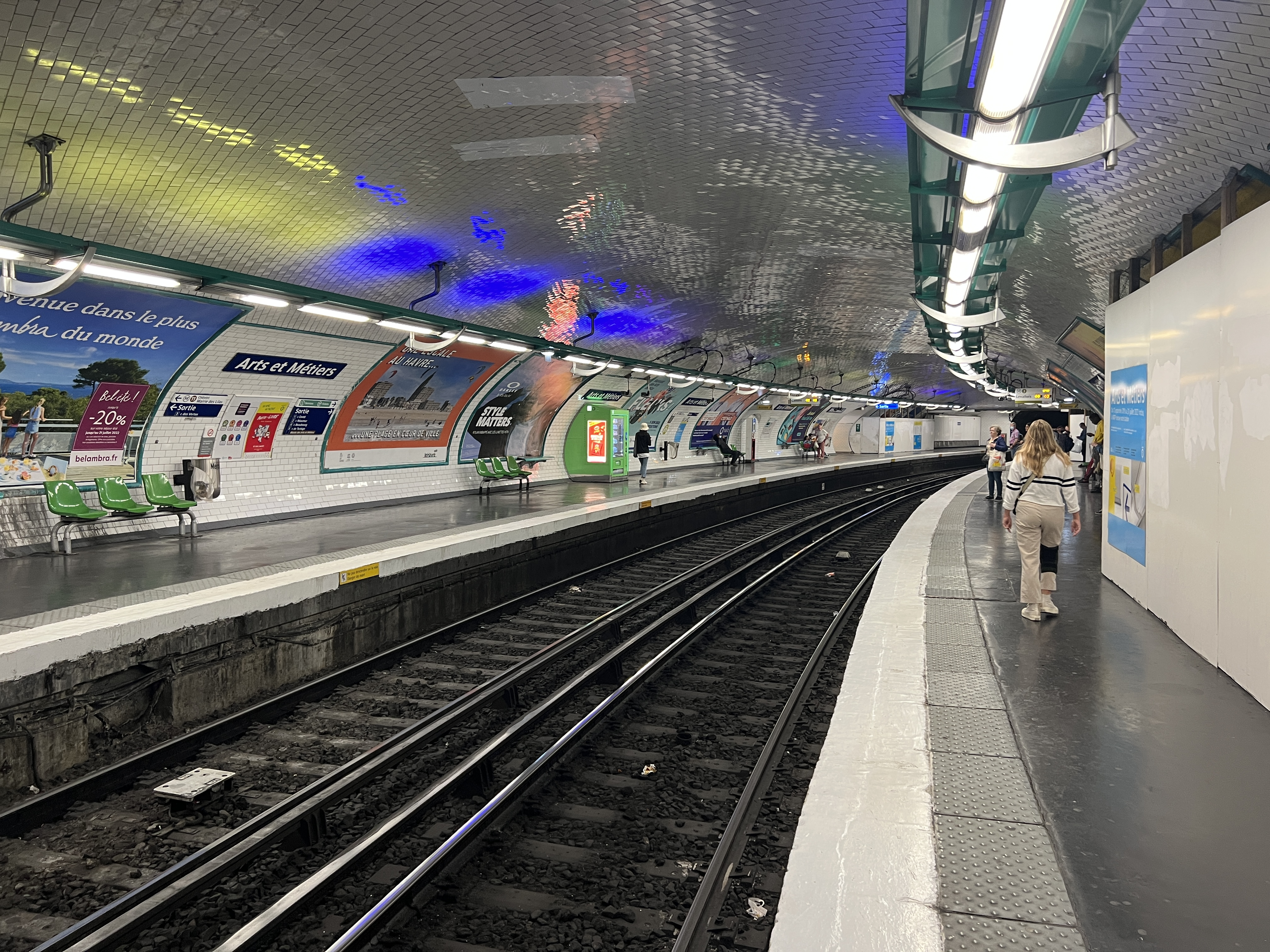
Vue des quais en direction de Pont de Levallois - Bécon.
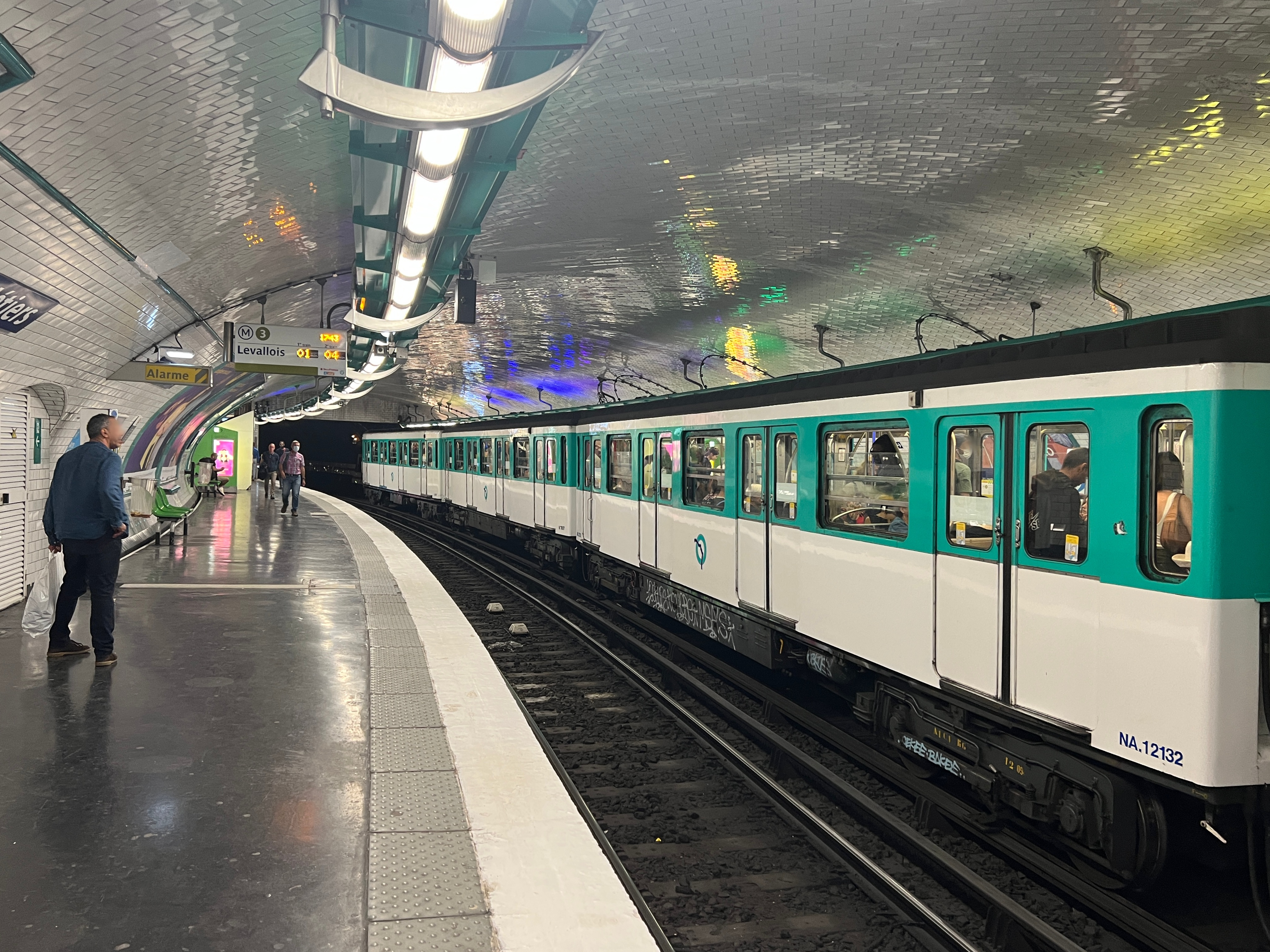
Rame MF 67 rénovée marquant l'arrêt en direction de Gallieni.
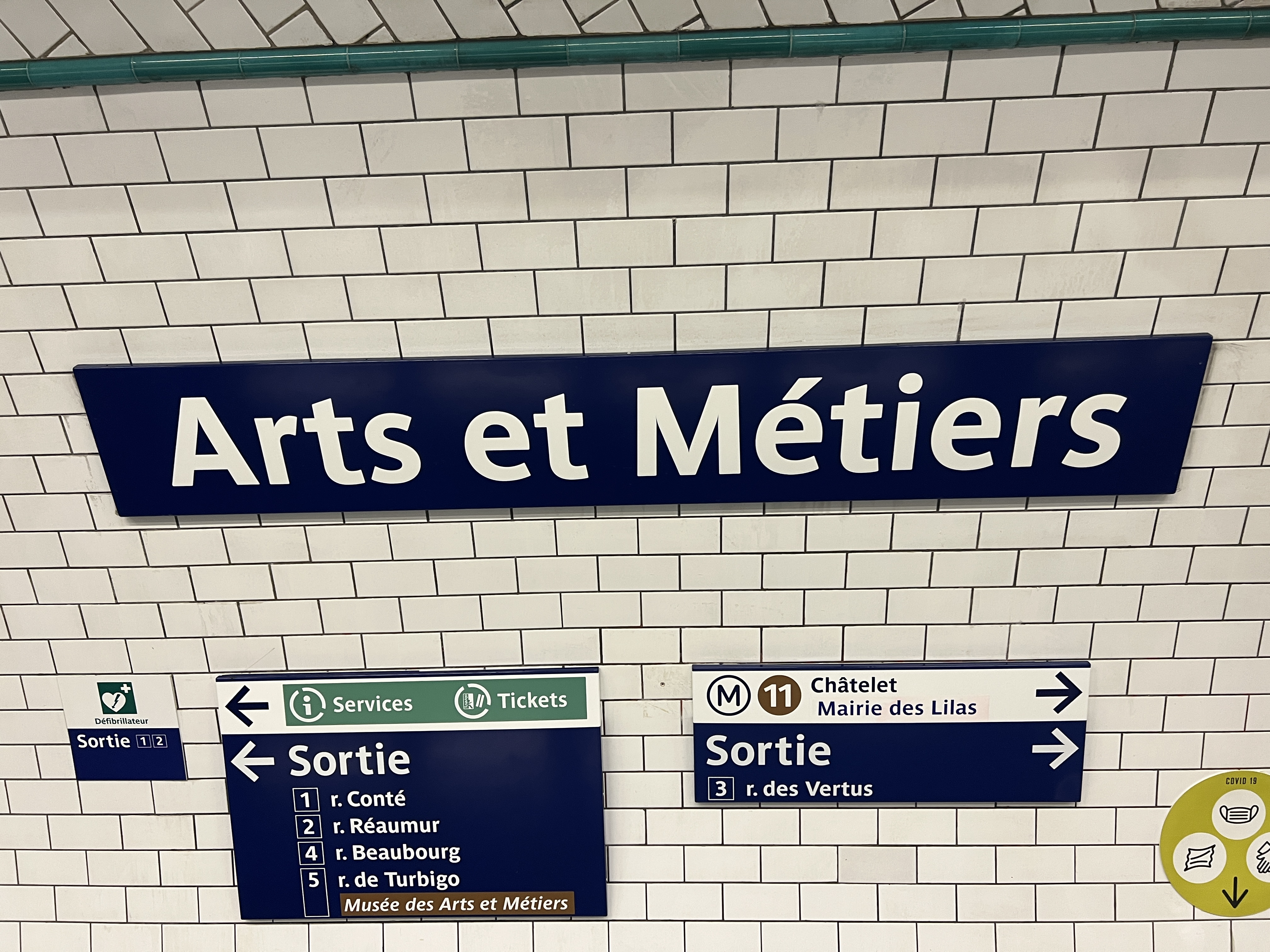
Plaque émaillée indiquant le nom de la station.

La station de la ligne 11 est entièrement recouverte depuis octobre 1994 de plaques de cuivre rivées les unes aux autres, et non des habituels carreaux de faïence. Cet habillage est mis en place à l'occasion des cérémonies du bicentenaire du Conservatoire national des arts et métiers. Il est dû à Benoît Peeters, scénariste français, et François Schuiten, dessinateur belge, auteurs de la série Les Cités obscures. Le voyageur est plongé à l'intérieur d'une vaste machine, sorte de Nautilus souterrain évoquant l'ambiance de Vingt Mille Lieues sous les mers, de style steampunk. Au plafond de la station, une série de grands rouages évoque le musée des Arts et Métiers. Le cuivre, unique matériau employé, évoque l'univers technique et industriel. Sur les quais, une série de hublots ouvrent sur des scénographies de petite taille, centrées sur les collections du musée : on y observe la sphère armillaire, le satellite Telstar, l'Avisol d'Arsène Olivier, ou encore la roue hydraulique.
L'ensemble du mobilier de la station est adapté à la décoration et constitue un cas unique sur le réseau : les plaques nominatives, les sièges en bois, les poubelles, les carreaux plats des tympans, les bornes d'alarmes et les bandeaux d'éclairage, de style « Ouï-dire », sont marron. Ces derniers ne possèdent cependant pas d'éclairage multicolore et la lumière est diffusée de manière semi-tamisée du côté des voies afin d'orienter le flux vers les quais. Ces derniers sont carrelés en gris anthracite et l'ensemble est dépourvu de publicités.

Quais de la ligne 11
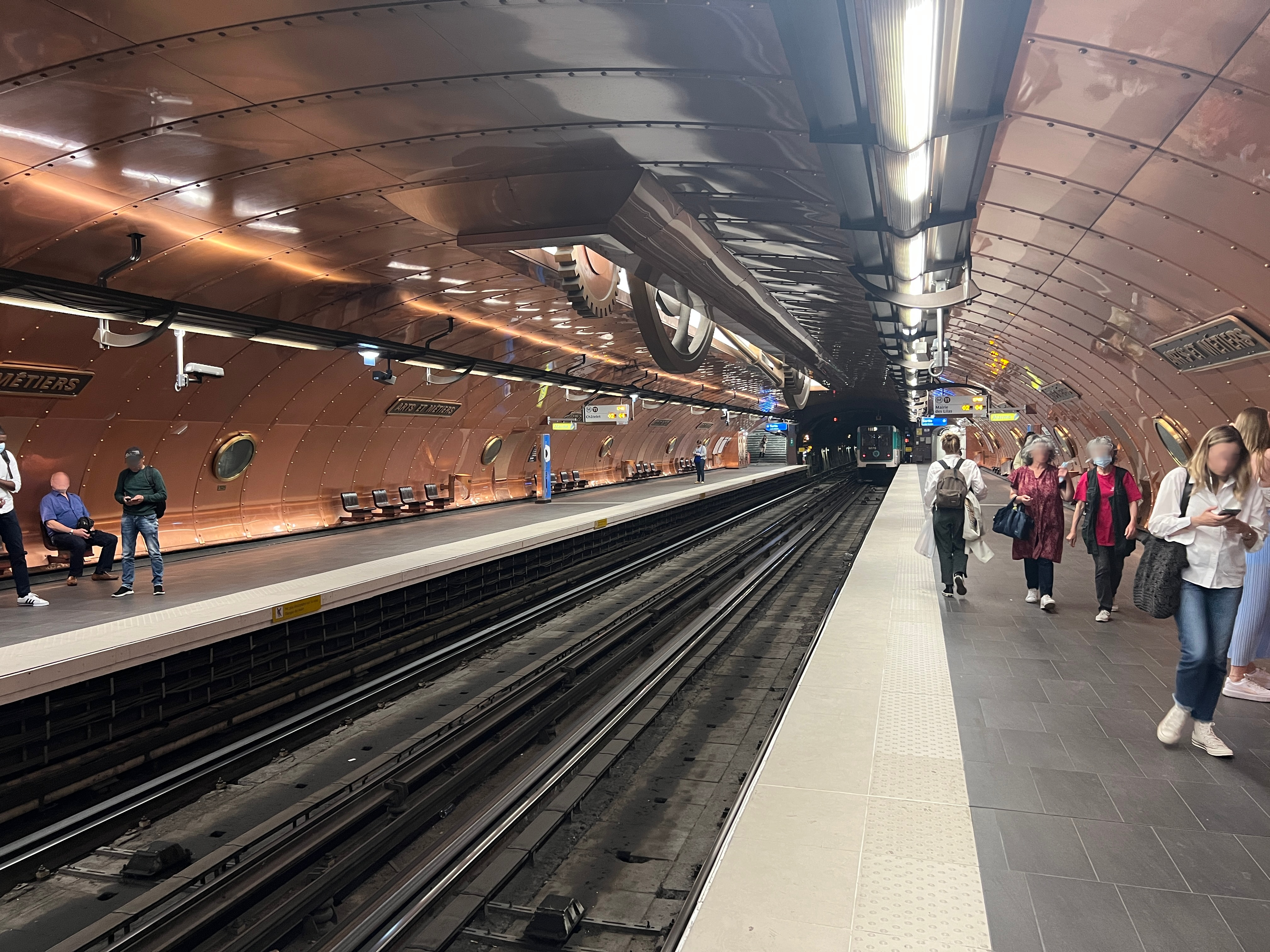
Vue des quais vers l'actuelle direction Rosny-Bois-Perrier.
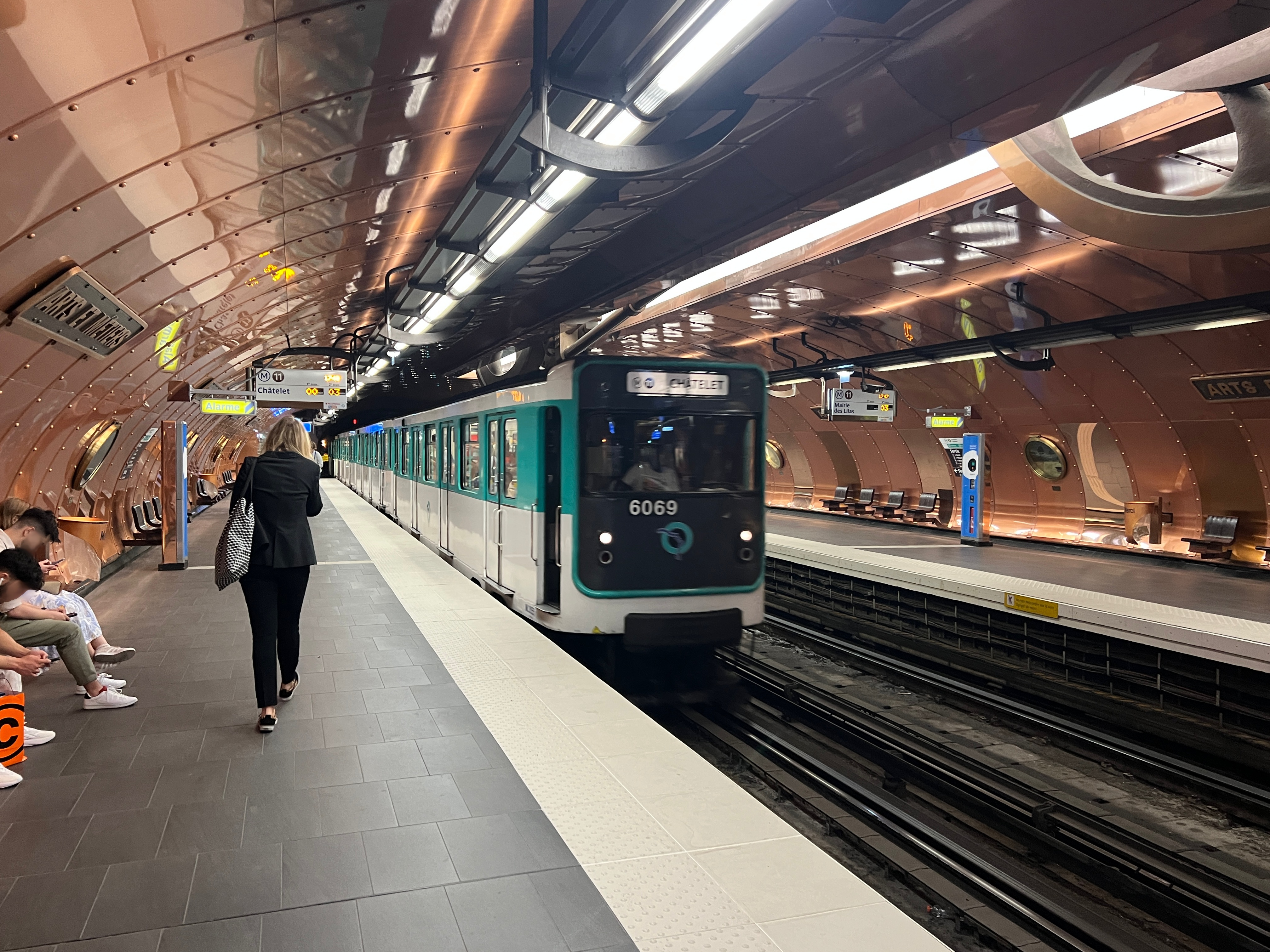
Entrée d'une rame MP 59 en direction de Châtelet.
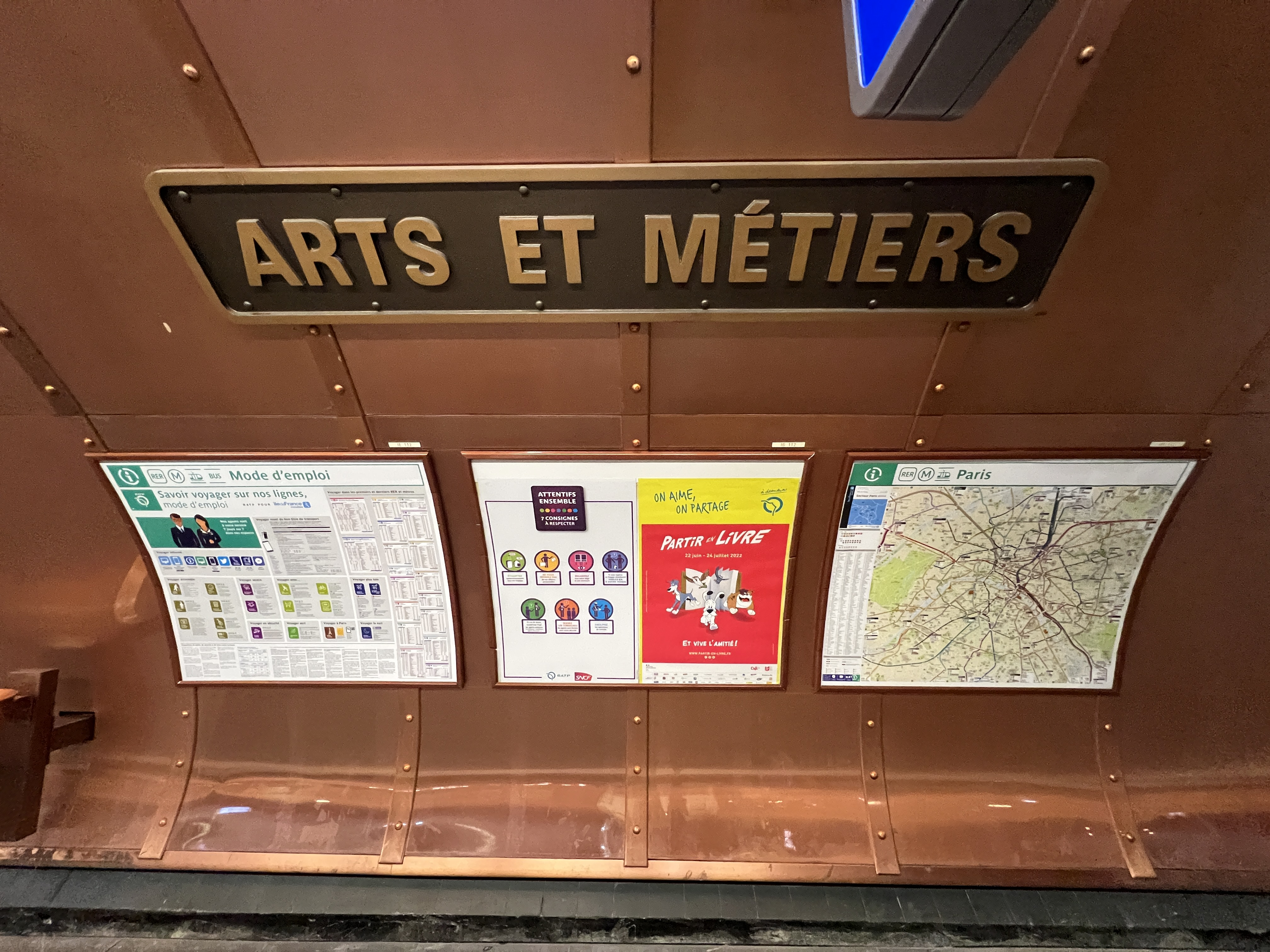
Plaque nominative en cuivre avec lettrage en relief.

### Intermodalité
La station est desservie par les lignes 20, 38 et 75 du réseau de bus RATP et, la nuit, par les lignes N12, N14 et N23 du réseau Noctilien.

## Fréquentation
Nombre de voyageurs entrés à cette  station :
| Année                      | 2013      | 2014      | 2015      | 2016      | 2017      | 2018      | 2019      | 2020      | 2021      |
| -------------------------- | --------- | --------- | --------- | --------- | --------- | --------- | --------- | --------- | --------- |
| Nombre de voyageurs par an | 4 036 745 | 3 836 852 | 3 908 721 | 3 899 198 | 4 026 218 | 4 235 686 | 4 011 632 | 1 844 332 | 2 403 042 |
| Rang                       | 121e      | 127e      | 123e      | 127e      | 123e      | 119e      | 116e      | 130e      | 140e      |
| Nombre de stations         | 302       | 302       | 302       | 302       | 302       | 302       | 302       | 304       | 304       |

## À proximité
- Conservatoire national des arts et métiers
  - Musée des Arts et Métiers
- Square du Général-Morin
- Église Saint-Nicolas-des-Champs
- Théâtre du Marais
- Square du Temple - Elie-Wiesel
- Mairie du 3e arrondissement
- Fondation Henri-Cartier-Bresson
- Maison de Nicolas Flamel